# Anton Frederik Tscherning
Anton Frederik Tscherning, född 12 december 1795 i Frederiksværk, död 29 juni 1874, var en dansk politiker (för Bondevennernes selskab) och militär. Han var son till Eilert Peter Tscherning och far till Eilert Adam Tscherning.
Tscherning, vars far var fabriksinspektör, blev löjtnant vid artilleriet 1811 och åtföljde de danska trupperna till Frankrike 1815–1818. Han var faderns medhjälpare 1820–1828 och sändes sedermera till franska hären i Grekland. Vid sin hemkomst befordrad till kapten, deltog han i inrättandet av krigshögskolan, där han anställdes som lärare 1830. Då han i flygskriften Om de preussiske provinsialstænder (1831) skarpt kritiserade provinsialständerinstitutionen, men framhöll Norges grundlag som mera passande för Danmark och i fyra smärre skrifter Om det danske væbningssystem (1831–1833) angrep danska härväsendet, skickades han 1833 på "en studieresa i utlandet", det vill säga i temporär landsförvisning. År 1840 kom han tillbaka och blev då batterichef, men eftersom han inte ville överge kampen för en fri författning, tog han avsked i december 1841. 
Han ägnade sig åt industrin, var även en flitig medarbetare i "Fædrelandet" och blev snart en framstående medlem av De Nationalliberale samt 1846 en av stiftarna av Bondevennernes selskab. År 1849 blev han krigsminister. Han satte snabbt hären i krigsdugligt skick och utnämndes av Fredrik VII till överste strax efter slaget vid Bov, men den formella utnämningen ägde rum först efter hans avgång från ministerposten. Emellertid förlorade han inom kort hoppet om att med vapenmakt hävda Danmarks rätt till Slesvig emot Tyskland och ansåg, att Danmark skulle kunna fästa Slesvig vid sig endast genom att ge det stor självständighet och större medborgerlig frihet, än tyskarna ville ge.
I november 1848 avgick Tscherning som minister (som sådan hade han bland annat förberett införandet av allmän värnplikt), men deltog som kungavald riksdagsman mycket verksamt i förhandlingarna om grundlagen och kämpade i synnerhet för utsträckt rösträtt. Som medlem av folketinget 1849–1866 utövade han stort inflytande och kämpade ivrigt för att höja bondeståndet och de lägre samhällsklasserna, på samma gång han var en fiende till ämbetsmannapartiet och dess mera formella liberalism. Han understödde regeringens helstatsplan 1852–1854 och vann för denna Bondevennernes parti, men motsatte sig däremot "fællesforfatningen" 1855, då den inskränkte de särskilda landsdelarnas självständighet och den allmänna rösträttens inflytande. Som kungavald medlem av riksrådet 1854–1864 tillhörde han oppositionen samt rådde till försonlighet mot holsteinarna och varsamhet emot Tyskland. 
År 1863 motsatte han sig kraftigt novemberförfattningen och fordrade efter fredsslutet 1864, att riksrådet genast skulle upphöra och riksdagen återinsättas i sin förra maktställning. Själv lämnade han sin plats i riksrådet, fortsatte till det yttersta sitt motstånd mot junigrundlagens ändring och drog sig tillbaka från det offentliga livet, då den 1866 trädde i kraft. Han skrev likväl fortfarande artiklar i "Nørrejydske Tidende". Tillsammans med bland andra dennas redaktör, Geert Winther och Lars Bjørnbak hade han 1862 stiftat Jysk Folkeforening. Hans Efterladte Papirer utkom i tre band 1876–1878.